# Santa Sofia na Via Boccea (título cardinalício)
Santa Sofia na Via Boccea (em latim, S. Sophiae in via Boccea) é um título cardinalício instituído em 25 de maio de 1985 pelo Papa João Paulo II. O título é anexo à Igreja de Santa Sofia, que serve à comunidade ucraniana em Roma. Sua igreja titular é Santa Sofia a Via Boccea.

## Titulares protetores
- Myroslav Ivan Ljubačivs'kyj (1985-2000)
- Lubomyr Husar, M.S.U. (2001-2017)
- Sede vacante (2017-2024)
- Mykola Bychok, C.Ss.R.  (desde 2024)